# Sprintvärldsmästerskapen i kanotsport 2015
Sprintvärldsmästerskapen i kanotsport 2015 anordnades den 19-23 augusti i Milano, Italien.

## Medaljsummering

### Medaljtabell

#### Kanot och kajak
| Pl.    | Nation         | Guld | Silver | Brons | Totalt |
| ------ | -------------- | ---- | ------ | ----- | ------ |
| 1      | Belarus        | 5    | 2      | 3     | 10     |
| 2      | Tyskland       | 4    | 2      | 4     | 10     |
| 3      | Ungern         | 3    | 6      | 4     | 13     |
| 4      | Ryssland       | 2    | 2      | 1     | 5      |
| 6      | Australien     | 2    | 1      | 0     | 3      |
| 7      | Danmark        | 2    | 0      | 0     | 2      |
| 7      | Nya Zeeland    | 2    | 0      | 0     | 2      |
| 9      | Tjeckien       | 1    | 2      | 1     | 4      |
| 10     | Brasilien      | 1    | 0      | 1     | 2      |
| 10     | Kanada         | 1    | 0      | 1     | 2      |
| 12     | Bulgarien      | 1    | 0      | 0     | 1      |
| 12     | Rumänien       | 1    | 0      | 0     | 1      |
| 12     | Slovakien      | 1    | 0      | 0     | 1      |
| 15     | Polen          | 0    | 2      | 2     | 4      |
| 15     | Serbien        | 0    | 2      | 2     | 4      |
| 17     | Spanien        | 0    | 2      | 1     | 3      |
| 18     | Kina           | 0    | 1      | 1     | 2      |
| 18     | Moldavien      | 0    | 1      | 1     | 2      |
| 18     | Ukraina        | 0    | 1      | 1     | 2      |
| 21     | Frankrike      | 0    | 1      | 0     | 1      |
| 21     | Storbritannien | 0    | 1      | 0     | 1      |
| 23     | Portugal       | 0    | 0      | 1     | 1      |
| 23     | Sverige        | 0    | 0      | 1     | 1      |
| 23     | USA            | 0    | 0      | 1     | 1      |
| Totalt | Totalt         | 26   | 26     | 26    | 78     |

### Herrar

#### Kanadensare
| Gren       | Guld                                                          | Tid      | Silver                                                                    | Tid      | Brons                                                | Tid      |
| C–1 200 m  | Belarus Artsiom Kozyr                                         | 38,605   | Kina Li Qiang                                                             | 38,815   | Brasilien Isaquias Queiroz                           | 38,915   |
| C–1 500 m  | Tjeckien Martin Fuksa                                         | 1:51,004 | Moldavien Oleg Tarnovstji                                                 | 1:51,670 | Belarus Maksim Pjatroŭ                               | 1:53,130 |
| C–1 1000 m | Tyskland Sebastian Brendel                                    | 3:48,956 | Tjeckien Martin Fuksa                                                     | 3:48,973 | Moldavien Serghei Tarnovstji                         | 3:51,583 |
| C–1 5000 m | Tyskland Sebastian Brendel                                    | 23:03,32 | Spanien Martin Antonio Campos                                             | 23:04,30 | Polen Mateusz Kamiński                               | 23:05,54 |
| C–2 200 m  | Ryssland Aleksej Korovasjkov Ivan Sjtyl                       | 36,347   | Belarus Hleb Saladucha Dzianis Machlaj                                    | 37,516   | Tyskland Stefan Holtz Robert Nuck                    | 37,750   |
| C–2 500 m  | Ryssland Pavel Petrov Michail Pavlov                          | 1:42,035 | Polen Wiktor Głazunow Vincent Słomiński                                   | 1:42,575 | Ukraina Dmytro Jantjuk Taras Misjtjuk                | 1:42,759 |
| C–2 1000 m | Brasilien Erlon Silva Isaquias Queiroz                        | 3:38,508 | Ungern Henrik Vasbányai Róbert Mike                                       | 3:38,836 | Polen Piotr Kuleta Marcin Grzybowski                 | 3:39,305 |
| C–4 1000 m | Rumänien Leonid Carp Petre Condrat Josif Chirilă Stefan Strat | 3:23,202 | Ukraina Denys Kovalenko Denys Kamerylov Vitalij Verheles Eduard Sjemetylo | 3:23,882 | Ungern Pál Sarudi Tamás Kiss András Vass Dávid Varga | 3:24,442 |

#### Kajak
| Gren       | Guld                                                    | Tid      | Silver                                                        | Tid      | Brons                                                      | Tid      |
| K–1 200 m  | Kanada Mark de Jonge                                    | 34,802   | Frankrike Maxime Beaumont                                     | 34,993   | Sverige Petter Menning                                     | 35,002   |
| K–1 500 m  | Danmark René Holten Poulsen                             | 1:39,407 | Tyskland Tom Liebscher                                        | 1:39,893 | Ryssland Roman Anosjkin                                    | 1:40,770 |
| K–1 1000 m | Danmark René Holten Poulsen                             | 3:25,815 | Tjeckien Josef Dostál                                         | 3:26,298 | Portugal Fernando Pimenta                                  | 3:26,535 |
| K–1 5000 m | Australien Ken Wallace                                  | 19:54,46 | Tyskland Max Hoff                                             | 19:57,57 | Belarus Aleh Jurenja                                       | 20:11,91 |
| K–2 200 m  | Ungern Sándor Tótka Péter Molnár                        | 30,935   | Ryssland Jurij Postrigaj Aleksandr Djatjenko                  | 30,966   | Serbien Nebojša Grujić Marko Novaković                     | 31,046   |
| K–2 500 m  | Australien Ken Wallace Lachlan Tame                     | 1:29,216 | Spanien Marcus Walz Diego Cosgaya                             | 1:30,004 | Ungern Dávid Hérics Tamás Somorácz                         | 1:30,524 |
| K–2 1000 m | Tyskland Max Rendschmidt Marcus Gross                   | 3:10,175 | Australien Ken Wallace Lachlan Tame                           | 3:11,132 | Serbien Marko Tomićević Milenko Zorić                      | 3:11,502 |
| K–4 1000 m | Slovakien Denis Myšák Erik Vlček Juraj Tarr Tibor Linka | 2:56,102 | Ungern Zoltán Kammerer Dávid Tóth Tamás Kulifai Dániel Pauman | 2:56,902 | Tjeckien Daniel Havel Lukáš Trefil Josef Dostál Jan Štěrba | 2:58,139 |

### Damer

#### Kanadensare
| Gren      | Guld                                     | Tid      | Silver                                   | Tid      | Brons                                | Tid      |
| C–1 200 m | Bulgarien Stanilija Stamenova            | 48,717   | Ungern Kincső Takács                     | 48,817   | Belarus Kamila Bobr                  | 49,225   |
| C–2 500 m | Belarus Daryna Kastsiutjenka Kamila Bobr | 2:00,675 | Ryssland Maria Kazakova Olesia Romasenko | 2:01,798 | Ungern Kincsö Takács Zsanett Lakatos | 2:02,798 |

#### Kajak
| Gren       | Guld                                                                              | Tid      | Silver                                                                | Tid      | Brons                                                           | Tid      |
| K–1 200 m  | Nya Zeeland Lisa Carrington                                                       | 40,060   | Polen Marta Walczykiewicz                                             | 40,700   | Spanien Teresa Portela                                          | 41,248   |
| K–1 500 m  | Nya Zeeland Lisa Carrington                                                       | 1:49,398 | Ungern Anna Kárász                                                    | 1:51,125 | Kina Zhou Yu                                                    | 1:51,478 |
| K–1 1000 m | Ungern Erika Medveczky                                                            | 4:04,037 | Serbien Kristina Bedeč                                                | 4:06,397 | USA Margaret Hogan                                              | 4:07,414 |
| K–1 5000 m | Belarus Maryna Litvintjuk                                                         | 22:36,06 | Storbritannien Lani Belcher                                           | 22:40,02 | Kanada Émilie Fournel                                           | 22:43,59 |
| K–2 200 m  | Belarus Marharyta Tsisjkevitj Maryna Litvintjuk                                   | 38,477   | Ungern Luca Homonnai Natasa Dusev-Janics                              | 38,659   | Tyskland Sabrina Hering Steffi Kriegerstein                     | 39,488   |
| K–2 500 m  | Ungern Gabriella Szabó Danuta Kozák                                               | 1:39,865 | Serbien Milica Starović Dalma Ružičić-Benedek                         | 1:41,075 | Tyskland Franziska Weber Tina Dietze                            | 1:41,335 |
| K–2 1000 m | Tyskland Sabrina Hering Steffi Kriegerstein                                       | 3:37,646 | Belarus Sofija Jurtjanka Aleksandra Grisjina                          | 3:38,699 | Ungern Alíz Sarudi Dóra Bodonyi                                 | 3:41,089 |
| K–4 500 m  | Belarus Marharyta Tsisjkevitj Nadzeja Liapesjka Volha Chudzenka Maryna Litvintjuk | 1:33,953 | Ungern Gabriella Szabó Danuta Kozák Krisztina Fazekas Zur Anna Kárász | 1:34,267 | Tyskland Franziska Weber Conny Waßmuth Verena Hantl Tina Dietze | 1:34,890 |